# April (grupo musical)
April (hangul: 에이프릴; muitas vezes estilizado como APRIL) foi um grupo feminino sul-coreano formado pela DSP Media em 2015. Elas estrearam em 24 de agosto de 2015 com o lançamento do extended play Dreaming, acompanhado pelo single Dream Candy (hangul: 꿈사탕). A última formação do grupo foi formada por seis integrantes, sendo elas: Chaekyung, Chaewon, Naeun, Yena, Rachel e Jinsol. Elas se separaram oficialmente no dia 28 de janeiro de 2022.

## História

### 2015:Dreaming, saída de Somin eBoing Boing

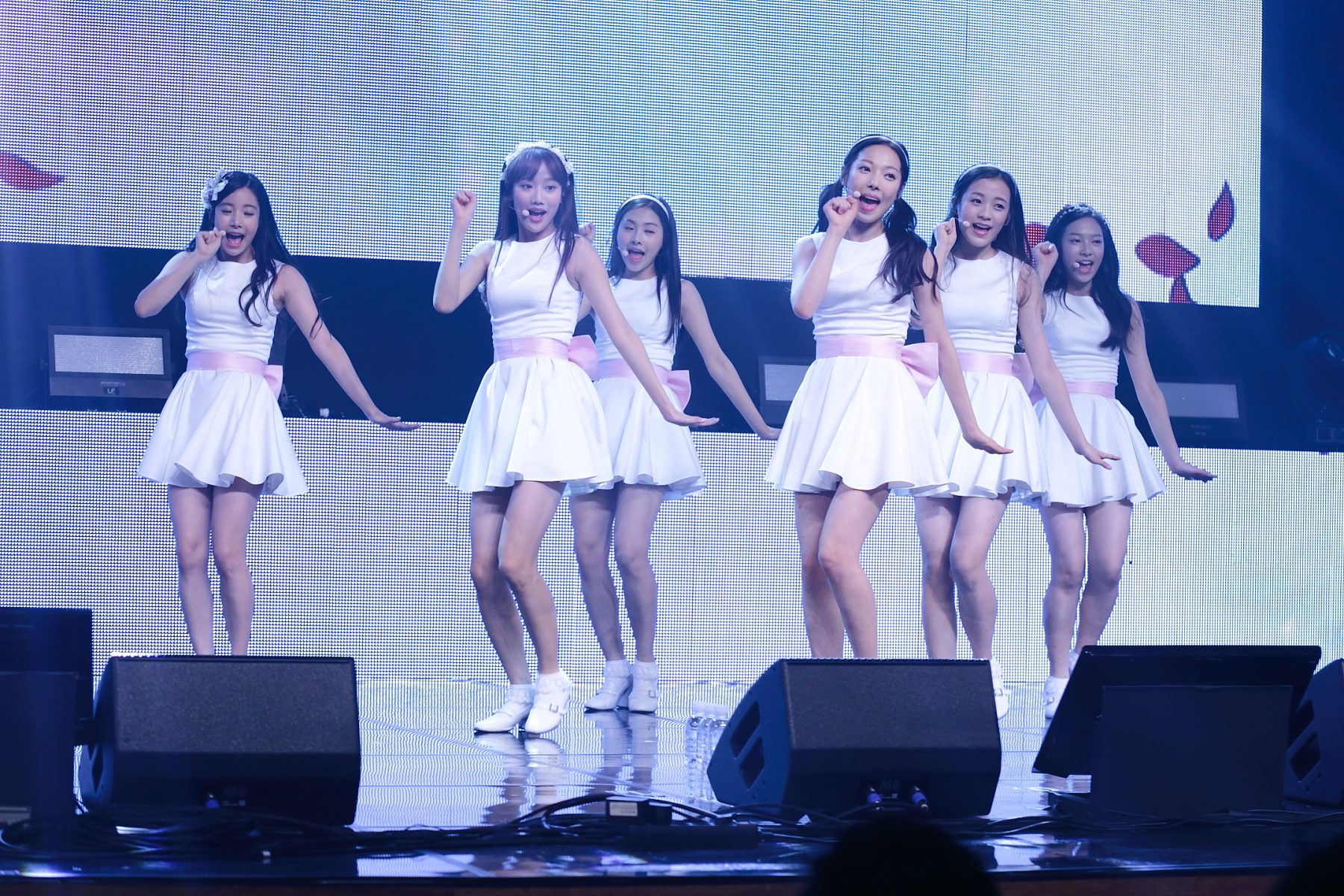
April performando em seu showcase de estreia, em 25 de agosto de 2015.

A formação oficial do April foi revelada pela DSP Media no dia 9 de fevereiro de 2015. O grupo estreou oficialmente em 24 de agosto de 2015 com o lançamento do extended play Dreaming, acompanhado pelo single Dream Candy (hangul: 꿈사탕).
No dia 9 de novembro, a integrante Somin anunciou sua saída do grupo. O grupo realizou seu retorno como um grupo de cinco integrantes em 25 de novembro, com o CD single Boing Boing, tendo Muah como faixa promocional. Em 21 de dezembro, elas lançaram o CD single Snowman.

### 2016:Spring, primeiro concerto,Dream Lande mudança na formação
Em 12 de fevereiro de 2016, a DSP Media anunciou o nome oficial do fã-clube de April, "Fineapple" (hangul: 파인에플). Em 14 de fevereiro, April realizou um mini-show intitulado Everland Romantic Concert para a comemorar o dia dos namorados. Em 18 de fevereiro, o grupo ganhou o prêmio de melhor novo grupo feminino do ano no Korean Entertainment Arts Awards.
Em 6 de março, o grupo realizou uma pequena reunião de fãs no Japão, intitulada April JAPAN FANMEETING 2016～The First Fairy tale～ com a ocupação de 2.000 fãs. O evento foi apresentado por Youngji.

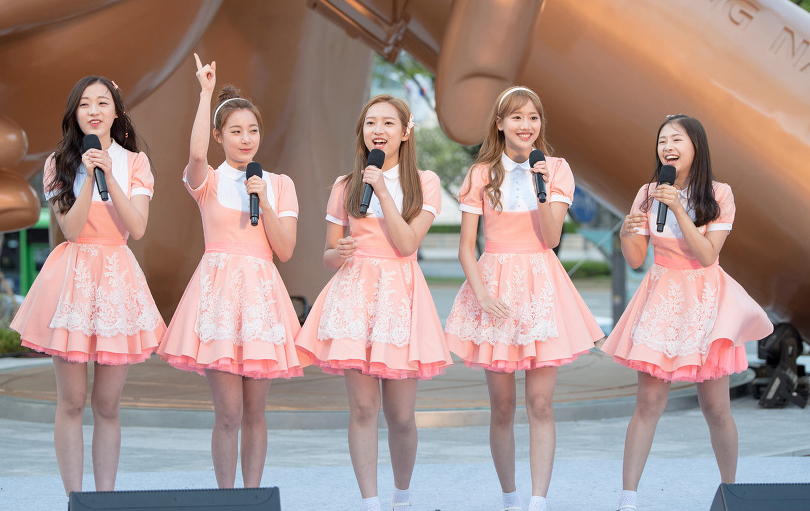
April se apresentendo na cerimônia de inauguração do Gangnam Style, em 15 de abril de 2016.

O segundo extended play do grupo, intitulado Spring, foi oficialmente lançado em 27 de abril. O extended play consiste em seis faixas, incluindo a promocional, Tinkerbell. Durante as promoções do single Tinkerbell, a integrante Hyunjoo anunciou que iria cessar suas promoções com o grupo por problemas de saúde.
Em 2 de julho, April apareceu como convidado especial no encontro de fãs de Youngji no Japão, intitulado [YOUNGJI FANMEETING 2016 ～Nice to see U～].
Para comemorar o primeiro aniversário do grupo, April realizou seu primeiro concerto solo, intitulado Dream Land, em 21 de agosto no Baek Am Art Hall, localizado em Seul. Chaekyung participou do concerto como integrante convidada. Em 29 de outubro, a integrante Hyunjoo anunciou sua saída do grupo após sete meses de inatividade. Foi revelado a adição de dois novos membros ao grupo: Chaekyung, que havia participado de um concerto do grupo como convidada, e Rachel.

### 2017:Prelude,MaydayeEternity

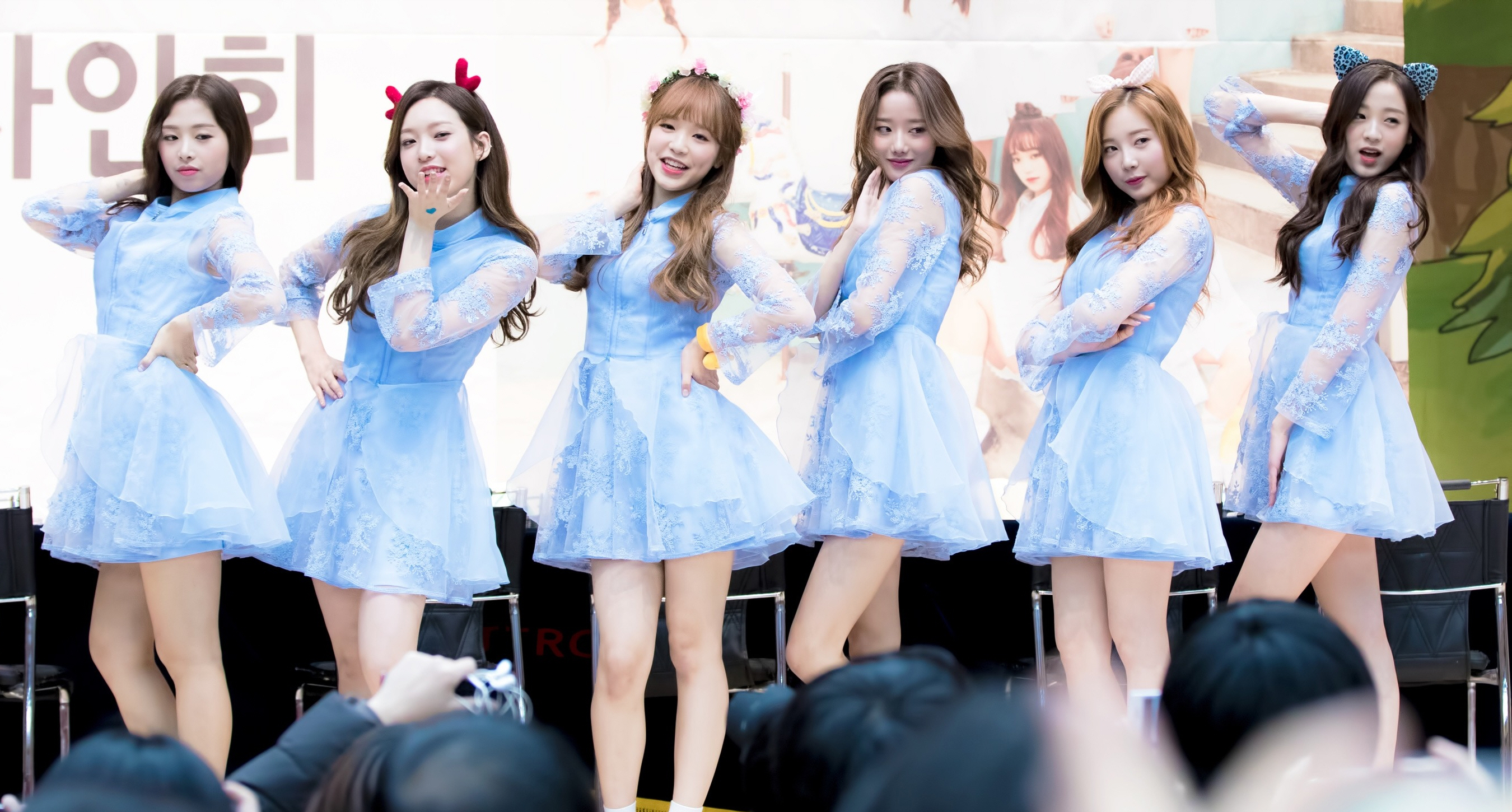
April se apresentando durante um encontro de fãs em 15 de janeiro de 2017.

April lançou oficialmente seu terceiro extended play intitulado Prelude como um grupo de seis integrantes em 14 janeiro de 2017. No mesmo dia, um grupo realizou um showcase para o extended play. Em 14 de fevereiro, o grupo realizou um cover de LUV do Apink em um episódio especial do programa The Show. Em 26 de fevereiro, o grupo lançou um single digital, intitulado So You. Em 30 de março, April realizou sua segunda reunião de fãs, intitulada [#April JAPAN FANMEETING 2017 ~ April Story ~] no Shinagawa Intercity Hall, Tokyo. Em 4 de abril, April lançou um videoclipe especial para o single Sting, através do primeiro episódio de seu reality show A-IF-Ril, que foi exibido em cinco episódios. Em 8 de maio, o segundo reality show do grupo começou a ser exibido no Naver TV, intitulado April Secret.
Em 19 de maio, o grupo lançou seu segundo CD single Mayday. Foi lançado um videoclipe especial para Lovestick, juntamente com o videoclipe oficial para Mayday. Elas realizaram uma performance no M! Countdown para Lovestick em 22 de maio. Em 20 de setembro, April lançou seu quarto EP intitulado Eternity, junto com a faixa promocional Take My Hand. Em 18 de outubro, foi revelado que o grupo iria realizar seu segundo concerto solo no Japão, intitulado APRIL 2nd LIVE CONCERT IN JAPAN 2017「 DREAM LAND 」(Take My Hand), em 10 de dezembro.

### 2018:My Story, The Blue,debut japonêse The Ruby
Em 30 de janeiro de 2018, a DSP Media anunciou o retorno do April, previsto para o dia 7 de fevereiro. No dia seguinte, a agência confirmou que seria um lançamento especial como a primeira unidade do grupo. Em 1 de fevereiro, a unidade lançou o single My Story, confirmando que a unidade consiste nas integrantes Naeun e Jinsol.
Em 26 de fevereiro de 2018, a DSP Media confirma que o retorno de abril foi marcado para 12 de março, com o quinto mini-álbum do grupo "The Blue". O álbum foi lançado junto com a faixa-título "The Blue Bird" (Hangul: 파랑새).

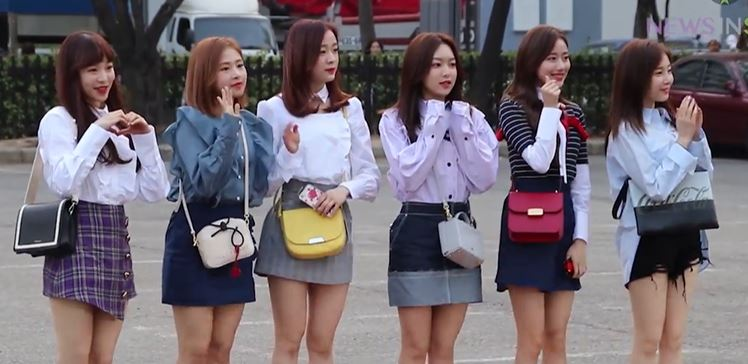
April chegando ao Music Bank, em 18 de março de 2018.

Em 22 de março, a DSP Media anunciou que April estava marcado para sua estreia no Japão no mês seguinte. O grupo fez sua estreia no Japão em 25 de abril com a versão japonesa de seu single de 2016 "Tinkerbell". O single também contém a versão japonesa de "Yes, sir!" bem como o instrumental de ambas as músicas. O single foi promovido através de uma série de fan-meetings em várias cidades do Japão.
Em 17 de setembro, o canal de notícias OSEN divulgou um relatório exclusivo sobre a volta de APRIL. Os relatórios foram posteriormente confirmados pela integrante mais nova do grupo, Jinsol, que revelou durante uma entrevista que o grupo estava realmente se preparando para um retorno. Em 4 de outubro, a DSP Media confirmou que o grupo voltaria com seu sexto mini-álbum chamado "The Ruby". O álbum foi lançado em 16 de outubro, junto com a faixa-título "Oh! My Mistake".

### 2019-2020: Comeback japonês,Da CapoeHello Summer
Em 16 de Janeiro  de 2019, April lançou a versão japonesa do single "Oh-E-Oh". No mesmo mês, elas lançaram a música "Magic Dream" para o drama de televisão My Strange Hero.
Em 11 de Março de 2020, a DSP Media anunciou que o retorno do grupo havia sido adiado para abril de 2020, devido a pandemia de COVID-19. Em 10 de abril, foi revelado que April iria retornar com seu sétimo mini-álbum Da Capo, no dia 22 de abril. De acordo com a empresa, "Da Capo" é um termo musical cujo significa "do começo". Em 22 de abril, o mini-álbum Da Capo e sua música-título, "LALALILALA", foram lançados. Da Capo ficou em quinto lugar no Gaon Album Chart, enquanto LALALILALA ficou em quadragésimo lugar no Gaon Digital Chart, se tornando o lançamento do grupo com melhor desenvolvimento nas paradas musicais até o momento.
Em 14 de julho de 2020, a DSP Media anunciou que April retornaria no verão com o single especial "Hello Summer" em 29 de julho, com a faixa-título "Now or Never".

### 2021–2022: Acusações de bullying e disband
Em 28 de fevereiro de 2021, uma postagem foi feita em um fórum online por alguém alegando ser irmão da ex-integrante do grupo, Hyunjoo. No post, ele afirmou que a saída de Hyunjoo do grupo não foi porque ela queria estudar atuação, e sim porque ela foi forçada a sair devido a ser severamente intimidada pelas outras membros, a ponto de até mesmo ter tentado suicídio. A DSP Media negou que qualquer tipo de bullying tenha ocorrido e anunciou que iria entrar com uma ação legal contra Hyunjoo e sua família.  Como resultado, o grupo enfrentou fortes reações, incluindo a remoção de membros de acordos de patrocínio e papéis de atuação. Hyunjoo então postou uma declaração em seu instagram pessoal em 18 de abril de 2021 apoiando as alegações feitas pelos dois internautas que fizeram as acusações. Ela também afirmou que a gravadora, DSP Media, não estava permitindo que ela rescindisse seu contrato exclusivo com eles.
Em 28 de janeiro de 2022, a DSP Media anunciou que April decidiu se separar após 6 anos e seguir caminhos separados. A decisão foi tomada após uma longa discussão e deliberação.

## Integrantes

### Ex-Integrantes
- Chaekyung (hangul: 채경), nascida Yoon Chaekyung (hangul: 윤채경) em 7 de julho de 1996 (28 anos) em Incheon, Coreia do Sul.[68] Antes de entrar para o April, ela foi integrante do grupo Puretty entre 2012 e 2014.[69][70] Em meados de 2014, Chaekyung competiu no reality show Kara Project.[71] Em 2016, ela competiu no reality show Produce 101 e estreou nos grupos IBI e CIVA.[72][73] Em maio de 2016, ela lançou um single intitulado Clock com Chaewon.[74] Se tornou integrante oficial do April em novembro de 2016.[75] Ela se graduou na Hanlim Multi Art School em fevereiro de 2015 e atualmente frequenta a Sungshin Women's University ao lado da colega Chaewon.[76]
- Somin (hangul: 소민), nascida Jeon Somin (hangul: 전소민) em 22 de agosto de 1996 (28 anos) em Seul, Coreia do Sul. Entre os anos de 2012 e 2014, ela foi integrante do grupo Puretty.[69]  Em meados de 2014, ela competiu no reality show Kara Project, onde ficou em segundo lugar.[71] Em outubro de 2014, ela apareceu no videoclipe Born Hater de Epik High.[77] Em dezembro de 2014, ela lançou um dueto com Chaewon, intitulado You Are The One, faixa do álbum de Natal da DSP Media, White Letter.[78] Ela treinou por cerca de cinco antes de sua estreia oficial. Em novembro de 2015, Somin anunciou sua saída oficial do grupo.[79] Em dezembro de 2016, Somin estreou como integrante do grupo misto Kard.[80]
- Chaewon (hangul: 채원), nascida Kim Chaewon (hangul: 김채원) em 8 de novembro de 1997 (27 anos) em Gongju, Chungcheong do Norte, Coreia do Sul. Em meados de 2014, Chaewon competiu no reality show Kara Project, onde terminou em quarto lugar.[71] Em dezembro de 2014, ela lançou um dueto com Somin, intitulado You Are The One, faixa do álbum de Natal lançado pela DSP Media, White Letter.[74][78] Antes de estrear como integrante do April, Chaewon treinou durante três anos na DSP Media.[81] Em abril de 2016, Chaewon fez uma aparição no filme da MBC, Mystic TV: Surprise como Lee Nayoung. Ela realizou sua estreia como atriz interpretando a personagem principal Hwang Hyewon no drama Reply Pyeongchang, 100°F.[82] Ela se graduou na Gyeongju Geumseong Women's High School em fevereiro de 2016 com especialização em música. Ela atualmente frequenta a Sungshin Women's University ao lado da colega Chaekyung.[76]
- Hyunjoo (hangul: 현주), nascida  Lee Hyunjoo (hangul: 이현주) em 5 de fevereiro de 1998 (27 anos) em Seul, Coreia do Sul. Ela treinou por cerca de dois anos antes de sua estreia oficial. Em maio de 2016, ela anunciou sua pausa das promoções com o grupo para tratar problemas de saúde.[83] Em 29 de outubro de 2016, ela anunciou sua saída oficial do grupo.[23] Depois de sua saída do April, ela apareceu no drama Momin's Room como Lee Modan.[84] Em fevereiro de 2017, ela se graduou na School of Performing Arts Seoul. Atualmente ela frequenta a Sungshin Women's University, e participou do reality show The Unit: Idol Rebooting Project da emissora coreana, Korean Broadcasting System (ou KBS).
- Naeun (hangul: 나은), nascida Lee Naeun (hangul: 이나은) em 5 de maio de 1999 (25 anos) em Daejeon, Coreia do Sul. Antes de ingressar na DSP Media, Naeun treinou na JYP Entertainment. Em 7 de novembro de 2014, Naeun apareceu no videoclipe Stop Stop It de Got7.[85] Treinou por cerca de quatro meses antes de sua estreia oficial. Em maio de 2016, Naeun realizou sua estreia como atriz no drama de televisão April Love.[86][87] Em 2017, ela foi concorrente no I Am The Actor, um programa onde reúne diversos atores para formar um elenco.[88][89] Ela se graduou no programa de Art & Acting da Seoul School of Performing Art (SOPA).
- Yena (hangul: 예나), nascida Yang Yena (hangul: 양예나) em 22 de maio de 2000 (24 anos) em Daegu, Gyeongsang do Norte, Coreia do Sul. Yena treinou por cerca de oito anos antes de sua estreia. Ela é rapper principal e dançarina principal do grupo.[90] Em 2017, ela se tornou MC do programa da EBS, Operation To Rescue The Song com sua colega Rachel.[91] Ela atualmente está cursando o programa de Art & Acting da Seoul School of Performing Art (SOPA).
- Rachel (hangul: 레이첼), nascida Sung Nayeon (hangul: 성나연) em 28 de agosto de 2000 (24 anos) em Seul, Coreia do Sul. Ela foi apresentada como membro do grupo em 23 de novembro de 2016.[92][93] Por cerca de cinco anos, ela residiu em Portland, Estados Unidos. Praticou balé por vários anos.[92][93] Em 2017, ela se tornou MC do programa da EBS, Operation To Rescue The Song com sua colega Yena.
- Jinsol (hangul: 진솔), nascida Lee Jinsol (hangul: 이진솔) em 4 de dezembro de 2001 (23 anos) em Yongin, Gyeonggi, Coreia do Sul. Ela treinou na DSP Media por cerca de seis anos antes da estreia.[81] Em meados de 2016, Jinsol competiu no programa Girls Spirit, uma competição na qual as vocalistas principais de grupos femininos mostram sua potência vocal. Em 2 de setembro de 2016, Jinsol se tornou MC no programa infantil Tok! Tok! Boni Hani, substituindo Lee Soo-min que havia desistido da posição no dia anterior.[94] Ela foi estudante da Academy Best Vocal e atualmente frequenta a Seoul School of Performing Arts.[95] Antes da estreia, ela havia abandonado os estudos da Seowon Middle School para se concentrar nas atividades do grupo.[96]

## Discografia

### Extended plays
- Dreaming (2015)
- Spring (2016)
- Prelude (2017)
- Eternity (2017)
- The Blue (2018)
- The Ruby (2018)
- Da Capo (2020)

## Filmografia

### Reality shows
- 2015: Here Goes April
- 2016: Daily APRIL
- 2017: A-IF-Ril
- 2017: April Secret

## Prêmios e indicações

### Korean Entertainment Art Awards
| Ano  | Recipiente | Award                     | Resultado |
| ---- | ---------- | ------------------------- | --------- |
| 2016 | April      | Female Rookie of the Year | Venceu    |

### Gaon Chart Awards
| Ano  | Recipiente | Award                     | Resultado |
| ---- | ---------- | ------------------------- | --------- |
| 2016 | April      | Female Rookie of the Year | Indicado  |

### Seoul Music Awards
| Ano  | Recipiente    | Award                | Resultado |
| ---- | ------------- | -------------------- | --------- |
| 2015 | "Dream Candy" | Bonsang Award        | Indicado  |
| 2015 | April         | New Artist Award     | Indicado  |
| 2015 | April         | Popularity Award     | Indicado  |
| 2015 | April         | Hallyu Special Award | Indicado  |

### GS Shop Music Awards
| Ano  | Recipiente | Award                 | Resultado |
| ---- | ---------- | --------------------- | --------- |
| 2016 | "Muah!"    | Top Home Shopping BGM | Venceu    |